# Thiancourt
Thiancourt est une commune française située dans le département du Territoire de Belfort, la région culturelle et historique de Franche-Comté et la région administrative Bourgogne-Franche-Comté. 
Elle fait partie du canton de Delle. Ses habitants sont appelés les Thiancourtois.

## Géographie
Le village est situé au sud de la rivière l'Allaine, tout proche de Joncherey, un peu à l'écart de la route nationale 19 qui relie Belfort à Delle puis à la Suisse toute proche. Le territoire du village est de 265 hectares et la population était de 224 habitants au recensement de 1999. De 1803 à 1836, ce nombre est passé de 85 à 148, accompagnant le développement industriel des localités voisines (Delle, Grandvillars...). Le nombre d'habitants a ensuite stagné jusque dans les années 1970, où c'est l'utilisation de l'automobile qui a permis aux personnes travaillant dans les industries et services de la région de venir construire une maison et vivre dans cet endroit paisible . Le village est à 3 km de Delle et à 14 km de Belfort.

### Climat
Pour des articles plus généraux, voir Climat de la Bourgogne-Franche-Comté et Climat du Territoire de Belfort.
En 2010, le climat de la commune est de type climat de montagne, selon une étude du Centre national de la recherche scientifique s'appuyant sur une série de données couvrant la période 1971-2000. En 2020, Météo-France publie une typologie des climats de la France métropolitaine dans laquelle la commune est exposée à un climat semi-continental et est dans la région climatique  Vosges, caractérisée par une pluviométrie très élevée (1 500 à 2 000 mm/an) en toutes saisons et un hiver rude (moins de 1 °C). 
Pour la période 1971-2000, la température annuelle moyenne est de 9,7 °C, avec une amplitude thermique annuelle de 17,6 °C. Le cumul annuel moyen de précipitations est de 1 121 mm, avec 11,8 jours de précipitations en janvier et 10,3 jours en juillet. Pour la période 1991-2020, la température moyenne annuelle observée sur la station météorologique de Météo-France la plus proche, « Joncherey », sur la commune de Joncherey à 1 km à vol d'oiseau, est de 10,5 °C et le cumul annuel moyen de précipitations est de 1 086,9 mm. 
La température maximale relevée sur cette station est de 39 °C, atteinte le 7 août 2015 ; la température minimale est de −25 °C, atteinte le 7 janvier 1985,,. 
Les paramètres climatiques de la commune ont été estimés pour le milieu du siècle (2041-2070) selon différents scénarios d'émission de gaz à effet de serre à partir des nouvelles projections climatiques de référence DRIAS-2020. Ils sont consultables sur un site dédié publié par Météo-France en novembre 2022.

## Urbanisme

### Typologie
Au 1er janvier 2024, Thiancourt est catégorisée commune rurale à habitat dispersé, selon la nouvelle grille communale de densité à sept niveaux définie par l'Insee en 2022.
Elle est située hors unité urbaine. Par ailleurs la commune fait partie de l'aire d'attraction de Delle (partie française), dont elle est une commune de la couronne,. Cette aire, qui regroupe 8 communes, est catégorisée dans les aires de moins de 50 000 habitants,.

### Occupation des sols
L'occupation des sols de la commune, telle qu'elle ressort de la base de données européenne d’occupation biophysique des sols Corine Land Cover (CLC), est marquée par l'importance des territoires agricoles (63,4 % en 2018), en diminution par rapport à 1990 (72,6 %). La répartition détaillée en 2018 est la suivante : 
terres arables (28,4 %), prairies (27,6 %), forêts (25,1 %), zones urbanisées (9,3 %), zones agricoles hétérogènes (7,3 %), zones industrielles ou commerciales et réseaux de communication (2,3 %). L'évolution de l’occupation des sols de la commune et de ses infrastructures peut être observée sur les différentes représentations cartographiques du territoire : la carte de Cassini (XVIIIe siècle), la carte d'état-major (1820-1866) et les cartes ou photos aériennes de l'IGN pour la période actuelle (1950 à aujourd'hui).

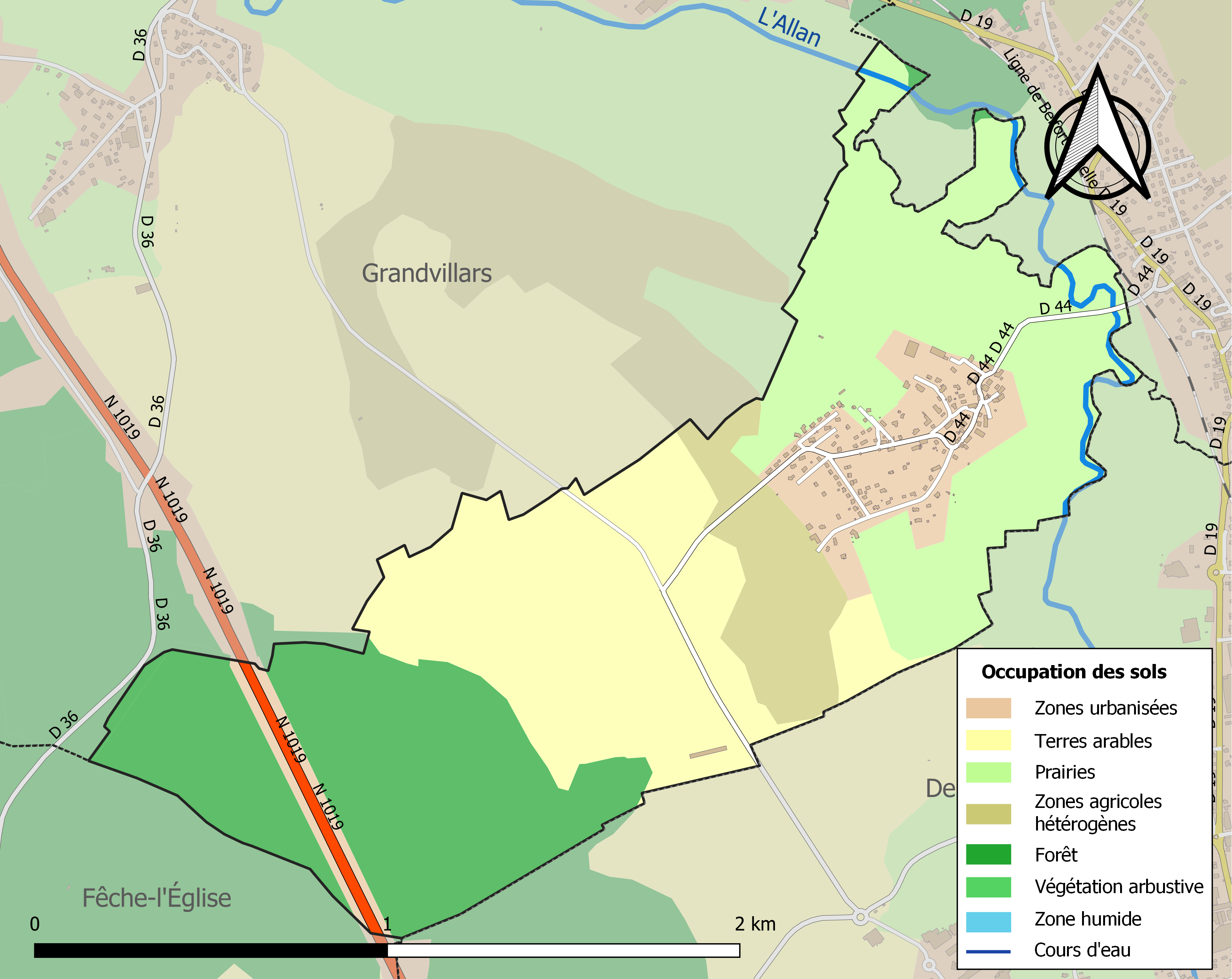
Carte des infrastructures et de l'occupation des sols de la commune en 2018 (CLC).

## Toponymie
- Thecort (1303), Tyoncourt (1360).

## Histoire
La première mention du nom de Thecort dans les archives date de 1303 mais le site était déjà occupé depuis très longtemps puisqu'on y a mis au jour une nécropole mérovingienne du VIIe siècle. La voie romaine qui reliait Mandeure (Doubs) à Augst et Kembs en Alsace en traversant Delle, ne devait pas passer très loin du village.
Au XIIIe siècle existait à Thiancourt un chêne sans doute très grand et ancien puisqu'il servait de point de repère et de borne pour marquer la limite entre les territoires du comte de Montbéliard et de celui de l'évêché de Bâle. La forêt de Thiancourt était alors un terrain de chasse privilégié de l'évêque. Le village faisait partie du fief de Grandvillars et a possédé un château qui fut détruit après 1830. Ce château possédait une chapelle qui dépendait de la paroisse de Grandvillars. En 1751, le village abritait une soixantaine de personnes. Un moulin y existait déjà au début du XIXe siècle.

## Politique et administration

### Liste des maires

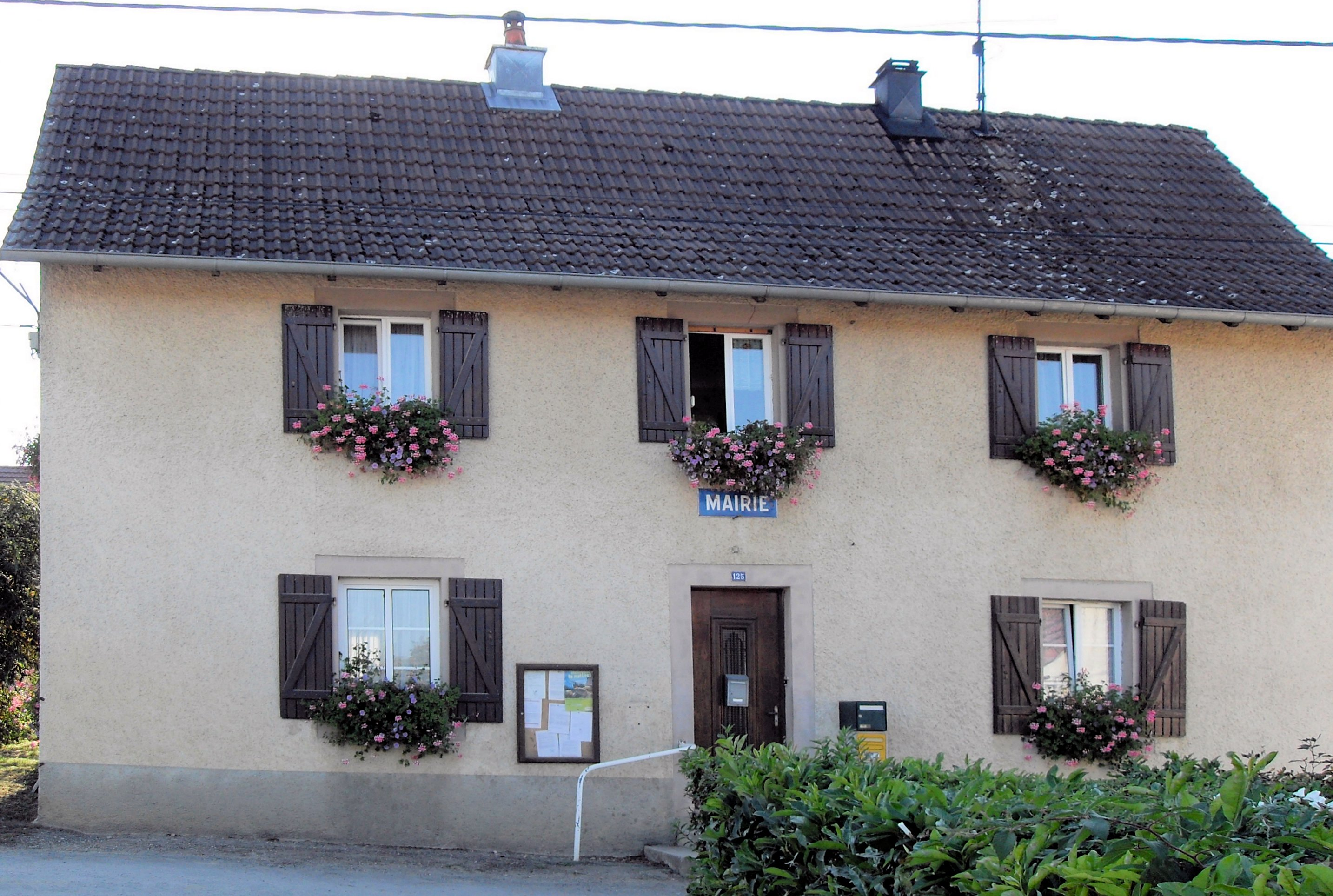
La mairie.

| Période                                  | Période  | Identité       | Étiquette | Qualité |
| ---------------------------------------- | -------- | -------------- | --------- | ------- |
| Les données manquantes sont à compléter. |          |                |           |         |
| avant 1988                               |          | Paul Cuénin    |           |         |
| mars 2001                                | En cours | Roland Damotte | ...       |         |

### Budget et fiscalité 2015
En 2015, le budget de la commune était constitué ainsi :
- total des produits de fonctionnement : 109 000 €, soit 385 € par habitant ;
- total des charges de fonctionnement : 101 000 €, soit 356 € par habitant ;
- total des ressources d'investissement : 8 000 €, soit 29 € par habitant ;
- total des emplois d'investissement : 86 000 €, soit 302 € par habitant ;
- endettement : 121 000 €, soit 427 € par habitant.

Avec les taux de fiscalité suivants :
- taxe d'habitation : 8,93 % ;
- taxe foncière sur les propriétés bâties : 9,61 % ;
- taxe foncière sur les propriétés non bâties : 28,47 % ;
- taxe additionnelle à la taxe foncière sur les propriétés non bâties : 0,00 % ;
- cotisation foncière des entreprises : 0,00 %.

## Population et société

### Démographie
L'évolution du nombre d'habitants est connue à travers les recensements de la population effectués dans la commune depuis 1793. Pour les communes de moins de 10 000 habitants, une enquête de recensement portant sur toute la population est réalisée tous les cinq ans, les populations de référence des années intermédiaires étant quant à elles estimées par interpolation ou extrapolation. Pour la commune, le premier recensement exhaustif entrant dans le cadre du nouveau dispositif a été réalisé en 2008.

En 2022, la commune comptait 281 habitants, en évolution de −5,07 % par rapport à 2016 (Territoire de Belfort : −2,78 %, France hors Mayotte : +2,11 %).
| 1793 | 1800 | 1806 | 1821 | 1831 | 1836 | 1841 | 1846 | 1851 |
| ---- | ---- | ---- | ---- | ---- | ---- | ---- | ---- | ---- |
| 126  | 120  | 75   | 96   | 141  | 148  | 156  | 150  | 129  |

| 1856 | 1861 | 1866 | 1872 | 1876 | 1881 | 1886 | 1891 | 1896 |
| ---- | ---- | ---- | ---- | ---- | ---- | ---- | ---- | ---- |
| 129  | 138  | 157  | 156  | 140  | 152  | 208  | 170  | 162  |

| 1901 | 1906 | 1911 | 1921 | 1926 | 1931 | 1936 | 1946 | 1954 |
| ---- | ---- | ---- | ---- | ---- | ---- | ---- | ---- | ---- |
| 162  | 140  | 141  | 137  | 136  | 164  | 150  | 153  | 145  |

| 1962 | 1968 | 1975 | 1982 | 1990 | 1999 | 2006 | 2008 | 2013 |
| ---- | ---- | ---- | ---- | ---- | ---- | ---- | ---- | ---- |
| 131  | 128  | 162  | 183  | 211  | 219  | 244  | 252  | 287  |

| 2018 | 2022 | - | - | - | - | - | - | - |
| ---- | ---- | - | - | - | - | - | - | - |
| 284  | 281  | - | - | - | - | - | - | - |

### Personnalités liées à la commune
- Émile Goussot.

## Lieux et monuments
- Il n'y a pas d'église sur la commune qui dépend de la paroisse no 10 « Notre Dame de Montrobert » Boron, Grandvillars, Joncherey, Thiancourt[21].
- La salle communale de Thiancourt.
- Monuments commémoratifs[22].
- Moulin à farine, puis minoterie, actuellement logement[23].

## Pour approfondir